# 산 너머 남촌에는

《산 너머 남촌에는》 촬영 장소.

《산 너머 남촌에는》은 2007년 10월 24일부터 2012년 2월 26일까지 방송되었던 전원 드라마 작품이다.

## 기획 의도
충청남도 예산군의 어느 전원과 농촌의 모습을 현실적으로 생생하게 담아내는 전원 드라마 작품이다.

## 방송 시간
| 방송 채널 | 방송 기간                          | 방송 시간                            |
| --------- | ---------------------------------- | ------------------------------------ |
| KBS 1TV   | 2007년 10월 24일 ~ 2011년 5월 25일 | 매주 수요일 저녁 7시 30분 ~ 8시 25분 |
| KBS 1TV   | 2011년 6월 5일 ~ 2012년 2월 26일   | 매주 일요일 아침 9시 ~ 10시          |

## 제작진
연출
- 1대 연출 : 신창석
- 2대 연출 : 유현기
- 3대 연출 : 고영탁
- 4대 연출 : 김원용
- 5대 연출 : 전성홍
- 6대 연출 : 한정희
- 7대 연출 : 전성홍

조연출
- 김정현

극본
- 1대 극본 : 유윤경
- 2대 극본 : 홍영희, 서희정

## 등장 인물
종가집
- 한길선(시어머니) 역 : 반효정
- 김영곤(장남. 우체국 직원→농협 지소장) 역 : 최일화
- 최명희(며느리, 영곤의 아내) 역 : 양금석 → 이금주[2][3]
- 김재곤 역 : 홍일권
- 우정미 역 : 정정아
- 김종아 역 : 김민주
- 김종수 역 : 김동윤
- 정유미 역 : 이은우[4]
- 김종희 역 : 강하늘
- 김선아 역 : 최선영 (2기)

가게집
- 양산댁 역 : 김지영
- 강길수 역 : 박철호
- 오은자 역 : 오지영
- 청양댁(강옥분. 강길수의 고모) 역 : 엄유신 (2기)
- 강보람( ← 한보람) 역 : 전준혁 (2기)

귀농 가족
- 나진석 역 : 이진우
- 김승주 역 : 조은숙
- 나해별 역 : 여민주
- 나해영 역 : 문가영→현정은 (2기)
- 나동녘 역 : 강산→송용식 (2기)
- 봉현 역 : 육동일 (2기)
- 전세경 역 : 김성령
- 나상훈(진석의 조카) 역 : 지재훈

이장집
- 봉춘봉 역 : 황범식
- 봉순길 역 : 김혁 (아역: 박승아)
- 김승주 역 : 조은숙 (2기→나진석 집)
- 봉순호 역 : 배도환
- 하이옌 역 : 하 황 하이옌
- 봉현 역 : 최우혁 (2기→나진석 집)
- 봉보배 역 : 송빛나 (2기)

보건지소
- 조인수(공중보건의) 역 : 김현균
- 한미정(여자 한의사) 역 : 윤혜경 (2기)
- 남간호사 역 : 이재연 (2기)

대식이네
- 최대식 역 : 김태형
- 정윤희 역 : 김도연 (2기)
- 한삼식 역 : 한정국

미용실
- 공영자 역 : 강경헌

유치원
- 최지애(유치원 교사) 역 : 임예원 (2기)

김 노인 댁
- 김 노인 역 : 박종설

대풍이네
- 대풍 역 : 서영주
- 대풍 아버지 역 : 정동규
- 대풍 어머니 역 : 권영경

숙이네
- 숙이 어머니 역 : 이현숙

귀농 가족 (2기)
- 김상곤 역 : 권용운
- 조경숙 역 : 김경숙
- 김종복 역 : 엄보용

아이들
- 순식 역 : 윤석현
- 정민 역 : 이정민

## 방송 회차
2007년
| 화수 | 방송일    | 부제(서브 타이틀)     |
| ---- | --------- | --------------------- |
| 1화  | 10월 24일 | 서울이여 안녕         |
| 2화  | 10월 31일 | 우리 결혼할래요       |
| 3화  | 11월 7일  | 미워도 다시한 번      |
| 4화  | 11월 14일 | 부모 된 마음          |
| 5화  | 11월 21일 | 선녀와 나무꾼         |
| 6화  | 11월 28일 | 엄마의 눈물           |
| 7화  | 12월 5일  | 오빠가 돌아왔다       |
| 8화  | 12월 12일 | 김 씨 대 나 씨        |
| 9화  | 12월 19일 | 그해 겨울은 따뜻 했네 |

2008년
| 회차 | 방송일    | 부제(서브 타이틀)          |
| ---- | --------- | -------------------------- |
| 10화 | 1월 2일   | 안녕 엄마                  |
| 11화 | 1월 9일   | 안녕 엄마                  |
| 12화 | 1월 16일  | 위기의 남자들              |
| 13화 | 1월 23일  | 내 며느리의 남자           |
| 14화 | 1월 30일  | 방황하는 별                |
| 15화 | 2월 6일   | 우리우리 설날은            |
| 16화 | 2월 13일  | 그 남자들의 질투           |
| 17화 | 2월 20일  | 그녀는 행복해요            |
| 18화 | 2월 27일  | 불청객                     |
| 19화 | 3월 5일   | 불청객                     |
| 20화 | 3월 12일  | 우리 이제 연인인가요?      |
| 21화 | 3월 19일  | 농군으로 산다는 것         |
| 22화 | 3월 26일  | 울 엄마 시 엄마            |
| 23화 | 4월 2일   | 그 사랑을 기억하세요       |
| 24화 | 4월 16일  | 우리는 단짝                |
| 25화 | 4월 23일  | 꽃피는 봄이 오면           |
| 26화 | 4월 30일  | 의 좋은 형제               |
| 27화 | 5월 7일   | 전국노래자랑               |
| 28화 | 5월 14일  | 그대 내게 다시             |
| 29화 | 5월 21일  | 엄마 울지마                |
| 30화 | 5월 28일  | 흔들린 우정                |
| 31화 | 6월 4일   | 천생연분                   |
| 32화 | 6월 11일  | 옛날 이야기                |
| 33화 | 6월 18일  | 누구에게나 비밀은 있다     |
| 34화 | 6월 25일  | 그 남자네 집               |
| 35화 | 7월 2일   | 친구와 웬수 사이           |
| 36화 | 7월 9일   | 나 어떡해                  |
| 37화 | 7월 16일  | 내 사랑 내 곁에            |
| 38화 | 7월 23일  | 엄마라는 이름으로          |
| 39화 | 7월 30일  | 그녀를 믿어주세요          |
| 40화 | 8월 6일   | 안녕 친구야                |
| 41화 | 8월 13일  | 그해 여름 우리는           |
| 42화 | 8월 20일  | 그녀에게도 사랑이          |
| 43화 | 8월 27일  | 내 남자의 여자친구         |
| 특집 | 9월 10일  | 산 너머 남촌으로 간 사람들 |
| 44화 | 9월 17일  | 언제쯤 세상을 다 알까요?   |
| 45화 | 9월 24일  | 친절한 영곤 씨             |
| 46화 | 10월 1일  | 저 하늘에도 슬픔이         |
| 47화 | 10월 8일  | 아버지의 이름으로          |
| 48화 | 10월 15일 | 로맨스 그레이              |
| 49화 | 10월 22일 | 떠나지마세요               |
| 50화 | 10월 29일 | 나의 사랑 나의 신부        |
| 51화 | 11월 5일  | 그녀의 반란                |
| 52화 | 11월 12일 | 우리에겐 아주 특별한 날    |
| 53화 | 11월 19일 | 그녀의 행복한 가을         |
| 54화 | 11월 26일 | 우리들의 고향은            |
| 55화 | 12월 3일  | 아기가 생겼어요            |
| 56화 | 12월 10일 | 그 날이 올 때까지          |
| 57화 | 12월 17일 | 내 마음이 보이나요?        |
| 58화 | 12월 24일 | 나는 행복합니다            |
| 59화 | 12월 31일 | 또다른 시작을 위하여       |

2009년
| 회차  | 방송일    | 부제(서브 타이틀)             |
| ----- | --------- | ----------------------------- |
| 60화  | 1월 7일   | 함께 가는 길                  |
| 61화  | 1월 14일  | 산다는 것은                   |
| 62화  | 1월 21일  | 잘난 아들                     |
| 63화  | 1월 28일  | 긴긴 겨울밤                   |
| 64화  | 2월 4일   | 곳간 열쇠                     |
| 65화  | 2월 11일  | 기댈 언덕                     |
| 66화  | 2월 18일  | 꿈엔들 잊힐리야               |
| 67화  | 2월 25일  | 봄처녀 제 오시네              |
| 68화  | 3월 4일   | 형만 한 아우                  |
| 69화  | 3월 11일  | 바람불어 좋은 날              |
| 70화  | 3월 18일  | 사람은 무엇으로 사는가        |
| 71화  | 3월 25일  | 소문난 여자                   |
| 72화  | 4월 1일   | 인생은 아름다워               |
| 73화  | 4월 8일   | 편지                          |
| 74화  | 4월 15일  | 위대한 유산                   |
| 75화  | 4월 22일  | 내가 버린 여자                |
| 76화  | 4월 29일  | 박수칠 때 떠나라              |
| 77화  | 5월 6일   | 여자는 무서워                 |
| 78화  | 5월 13일  | 똑바로 살아라                 |
| 79화  | 5월 20일  | 시골의사                      |
| 80화  | 5월 27일  | 내생애 가장 아름다운 일주일   |
| 81화  | 6월 3일   | 내 아내의 남자친구            |
| 82화  | 6월 10일  | 한심한 며느리                 |
| 83화  | 6월 17일  | 나는 날고 싶다                |
| 84화  | 6월 24일  | 스타가 되고 싶어?             |
| 85화  | 7월 1일   | 스타가 되고 싶어?             |
| 86화  | 7월 8일   | 어젯밤 생긴 일                |
| 87화  | 7월 15일  | 결혼은 미친 짓이다            |
| 88화  | 7월 22일  | 가지 많은 나무                |
| 89화  | 7월 29일  | 바람아 멈추어다오             |
| 90화  | 8월 5일   | 소년 소년을 만나다            |
| 91화  | 8월 12일  | 농부의 아들                   |
| 92화  | 8월 19일  | 인심이 천심                   |
| 93화  | 8월 26일  | 마을을 지켜라                 |
| 94화  | 9월 2일   | 우리 생애 최고의 선물         |
| 95화  | 9월 9일   | 내 사랑 올리야                |
| 96화  | 9월 16일  | 누울 자리                     |
| 97화  | 9월 23일  | 아픈 손가락                   |
| 98화  | 9월 30일  | 한가위만 같아라               |
| 99화  | 10월 7일  | 아름다운 은자네 가게로 오세요 |
| 100화 | 10월 14일 | 미녀는 괴로워                 |
| 101화 | 10월 21일 | 서리와 도둑                   |
| 102화 | 10월 28일 | 내 자식 당신 자식             |
| 103화 | 11월 4일  | 풍년이 왔네                   |
| 104화 | 11월 11일 | 대흥리 습격사건               |
| 105화 | 11월 18일 | 집안 맛이 장맛                |
| 106화 | 11월 25일 | 아버지의 뒷모습               |
| 107화 | 12월 2일  | 사랑손님과 어머니             |
| 108화 | 12월 9일  | 돌고도는 인생사               |
| 109화 | 12월 16일 | 늙기도 서러워라               |
| 110화 | 12월 23일 | 크리스마스 선물               |
| 111화 | 12월 30일 | 세상에서 가장 행복한 사진     |

2010년
| 화수  | 방송일    | 부제(서브 타이틀)         |
| ----- | --------- | ------------------------- |
| 112화 | 1월 6일   | 좋은 날 궂은 날           |
| 113화 | 1월 13일  | 미우나 고우나 내 며느리   |
| 114화 | 1월 20일  | 우리 동네 타짜            |
| 115화 | 1월 27일  | 친절한 영자 씨            |
| 116화 | 2월 3일   | 귀가                      |
| 117화 | 2월 10일  | 그 사람이 보고 싶다       |
| 118화 | 2월 17일  | 그 사람이 보고 싶다       |
| 119화 | 2월 24일  | 초대                      |
| 120화 | 3월 10일  | 사나이 순정               |
| 121화 | 3월 17일  | 언젠가는 다시 만나리      |
| 122화 | 3월 24일  | 정 때문에                 |
| 123화 | 3월 31일  | 봄은 왔건만               |
| 124화 | 4월 7일   | 행복한 혼수               |
| 125화 | 4월 14일  | 힘을 내요 미세스 김       |
| 126화 | 4월 21일  | 딸에게 빨간 장미를        |
| 127화 | 4월 28일  | 국화꽃향기                |
| 128화 | 5월 5일   | 동반자                    |
| 129화 | 5월 12일  | 살며 사랑하며             |
| 130화 | 5월 26일  | 6년뒤 남촌에는            |
| 131화 | 6월 9일   | 인연의 길                 |
| 132화 | 6월 16일  | 젊은 느티나무             |
| 133화 | 6월 23일  | 형님먼저 아우먼저         |
| 134화 | 6월 30일  | 발가락이 닮았네           |
| 135화 | 7월 7일   | 농심은 초심               |
| 136화 | 7월 14일  | 가까이하기엔 너무 먼 당신 |
| 137화 | 7월 21일  | 콩 심은 데 콩 나고        |
| 138화 | 7월 28일  | 콩 심은 데 콩 나고        |
| 139화 | 8월 4일   | 콩 심은 데 콩 나고        |
| 140화 | 8월 11일  | 우리의 여름날             |
| 141화 | 8월 18일  | 눈뜨고 코 베이는 세상     |
| 142화 | 8월 25일  | 흉가                      |
| 143화 | 9월 1일   | 그놈의 정때문에           |
| 144화 | 9월 8일   | 사랑이란 두글자           |
| 145화 | 9월 15일  | 사랑이 보이나요?          |
| 146화 | 9월 22일  | 심봤다                    |
| 147화 | 9월 29일  | 늙어서 봅시다             |
| 148화 | 10월 6일  | 과거를 묻지 마세요        |
| 149화 | 10월 13일 | 동구밖 과수원길           |
| 150화 | 10월 20일 | 진품명품                  |
| 151화 | 11월 3일  | 농자천하지대본            |
| 152화 | 11월 10일 | 남자의 계절               |
| 153화 | 11월 17일 | 꿈을 찾아서               |
| 154화 | 12월 1일  | 까치 울던 날              |
| 155화 | 12월 8일  | 불량부부 귀농일기         |
| 156화 | 12월 15일 | 아들의 뒷모습             |
| 157화 | 12월 22일 | 마음의 색안경             |
| 158화 | 12월 29일 | 하늘이 주신 특별선물      |

2011년
| 화수  | 방송일    | 부제(서브 타이틀)       |
| ----- | --------- | ----------------------- |
| 159화 | 1월 5일   | 해맞이                  |
| 160화 | 1월 12일  | 난들 너를 알겠느냐      |
| 161화 | 1월 19일  | 겨우살이                |
| 162화 | 1월 26일  | 내가 사는 이유          |
| 163화 | 2월 2일   | 오지 못하는 사람들      |
| 164화 | 2월 9일   | 인생짝궁                |
| 165화 | 2월 16일  | 빛나는 졸업장           |
| 166화 | 2월 23일  | 바람부는 날에는         |
| 167화 | 3월 2일   | 아빠하고 나하고         |
| 168화 | 3월 9일   | 쪼잔한 인생살이         |
| 169화 | 3월 16일  | 인생에 대한 예의        |
| 170화 | 3월 23일  | 소 잃고 외양간 고치기   |
| 171화 | 3월 30일  | 내 친구 집은 어디인가   |
| 172화 | 4월 6일   | 완장                    |
| 173화 | 4월 13일  | 내 마음의 도둑          |
| 174화 | 4월 20일  | TV는 내 친구            |
| 175화 | 4월 27일  | 어머니의 그릇           |
| 176화 | 5월 4일   | 날마다 생일             |
| 177화 | 5월 11일  | 엄마는 예쁘다           |
| 178화 | 5월 25일  | 잘 먹으면 보약          |
| 179화 | 6월 5일   | 고등어 한 토막          |
| 180화 | 6월 12일  | 애들 싸움 어른 싸움     |
| 181화 | 6월 19일  | 내 생에 봄날은 지금     |
| 182화 | 6월 26일  | 희미한 옛 사랑의 그림자 |
| 183화 | 7월 3일   | 낭만에 대하여           |
| 184화 | 7월 10일  | 명당자리                |
| 185화 | 7월 17일  | 특별한 선물             |
| 186화 | 7월 24일  | 고추먹고 맴맴           |
| 187화 | 7월 31일  | 사랑이 오는 소리        |
| 188화 | 8월 7일   | 소년의 방학             |
| 189화 | 8월 14일  | 화려한 휴가             |
| 190화 | 8월 21일  | 사랑과 우정사이         |
| 191화 | 9월 11일  | 며느리와 며느리         |
| 192화 | 9월 18일  | 사랑은 늙지 않는다      |
| 193화 | 9월 25일  | 초보 농사꾼             |
| 194화 | 10월 2일  | 쩨쩨한 우정             |
| 195화 | 10월 9일  | 내 생애 단 한 번        |
| 196화 | 10월 16일 | 말해서 남 주나          |
| 197화 | 10월 30일 | 소중한 선물             |
| 198화 | 11월 13일 | 어머니의 유산           |
| 199화 | 11월 20일 | 법대로 해라!            |
| 200화 | 11월 27일 | 내겐 너무 이쁜 당신 1부 |
| 201화 | 12월 4일  | 내겐 너무 이쁜 당신 2부 |
| 202화 | 12월 11일 | 네 탓 내 탓             |
| 203화 | 12월 18일 | 그 남자 사람 잡네       |
| 204화 | 12월 25일 | 사랑이 떠나가네         |

2012년
| 회차  | 방송일   | 부제(서브 타이틀)         |
| ----- | -------- | ------------------------- |
| 205화 | 1월 8일  | 해는 또 다시 떠오른다     |
| 206화 | 1월 15일 | 위기의 부부               |
| 207화 | 1월 29일 | 누가 이 사람을 모르시나요 |
| 208화 | 2월 5일  | 있을 때 잘해              |
| 209화 | 2월 12일 | 그대에게 가는 길          |
| 210화 | 2월 19일 | 아빠는 괴로워             |
| 211화 | 2월 26일 | 살며 사랑하며 (최종회)    |

## 문제점
이 프로그램은 KBS의 지역방송 확대 정책으로 인해 2010년 1월부터 5월까지 일부 지역에서 해당 시간에 자체 방송을 한 일이 있었다. 이로 인해 지방에 거주하고 있는 시청자들이 프로그램 존폐 여부를 묻는 민원이 제기되며, 프로그램 제작국인 KBS 여의도 본사에서 2010년 1월 9일부터 매주 토요일 오후 2시에 재방송을 편성하여 지방 거주 시청자들의 불만을 해소하였다. 2010년 5월 31일부터 봄 개편에 따라 방송 시간이 매주 일요일 아침 9시로 변경되었으며, 전국에서의 시청이 다시 가능해졌다.

## 결방 사유
2007년
- 9월 5일 : 방송주간특집 UCC 다큐 《이팔청춘 사용설명서》 편성으로 인한 결방

2009년
- 3월 4일 : 공사창립특집 《시청자 여러분 감사합니다》 편성으로 인한 결방

2010년
- 5월 19일 : 5.18 기념 음악회 편성으로 인한 결방
- 5월 26일 : 2010 대구국제육상경기대회 중계방송으로 인한 결방
- 10월 20일 : 2010년 조선일보춘천마라톤대회 중계방송으로 인한 결방
- 10월 27일 : KBS 교향악단 UN 콘서트 편성으로 인한 결방
- 11월 3일 : 2010년 중앙서울마라톤대회 중계방송으로 인한 결방
- 11월 24일 : 연평도 포격 관련 《긴급진단 - 긴장의 서해5도 남북한 군사력은?》 편성으로 인한 결방

2011년
- 1월 2일 : 신년특집 《하늘에서 본 한반도》 - 〈마라도에서 금강산까지〉 편성으로 인한 결방
- 1월 23일 : 《아름다운 사람들》 재방송과 신년특선다큐 《프로즌 플래닛》 - 〈마지막 얼음 위에서〉 편성으로 인한 결방
- 8월 27일 ~ 9월 4일 : 2011 대구세계육상경기대회 중계방송으로 인한 결방